# 布塞克
布塞克是德国黑森州的一个市镇。总面积38.67平方公里，总人口12832人，其中男性6301人，女性6531人（2011年12月31日），人口密度332人/平方公里。